# Nomada emarginata
Nomada emarginata ist eine Biene aus der Familie der Apidae. Die Art sieht Nomada flavopicta sehr ähnlich.

## Merkmale
Die Bienen haben eine Körperlänge von 9 bis 12 Millimetern (Weibchen) bzw. 9 bis 11 Millimetern (Männchen). Der Kopf und der Thorax der Weibchen sind schwarz und haben eine gelbe Zeichnung. Die Tergite sind schwarz, die ersten drei haben je zwei gelbe Flecken, das vierte und fünfte haben gelbe Querbinden. Das Labrum ist gelb und trägt kräftige Zähnchen. Das dritte Fühlerglied ist gleich lang wie das vierte. Die Fühlergeißel ist oben bis zum Ende dunkel. Das Pronotum ist mittig stark eingekerbt. Das Schildchen (Scutellum) hat zwei gelbe Flecken. Die Hüften (Coxen) der Vorderbeine haben am Ende ein dreieckiges Zähnchen. Die Schienen (Tibien) der Hinterbeine sind am Ende abgerundet und sind unbedornt und unbehaart. Die Männchen sehen den Weibchen ähnlich.

## Vorkommen und Lebensweise
Die Art ist in Süd- und Mitteleuropa, östlich bis zum Kaukasus verbreitet. Die Tiere fliegen von Mitte Mai bis Anfang September. Die Art parasitiert Melitta haemorrhoidalis und wahrscheinlich auch Andrena denticulata.

## Belege
Felix Amiet, M. Herrmann, A. Müller, R. Neumeyer: Fauna Helvetica 20: Apidae 5. Centre Suisse de Cartographie de la Faune, 2007, ISBN 978-2-88414-032-4.